# Hyperlais xanthomista
Hyperlais xanthomista là một loài bướm đêm trong họ Crambidae.